# Francis Meilland

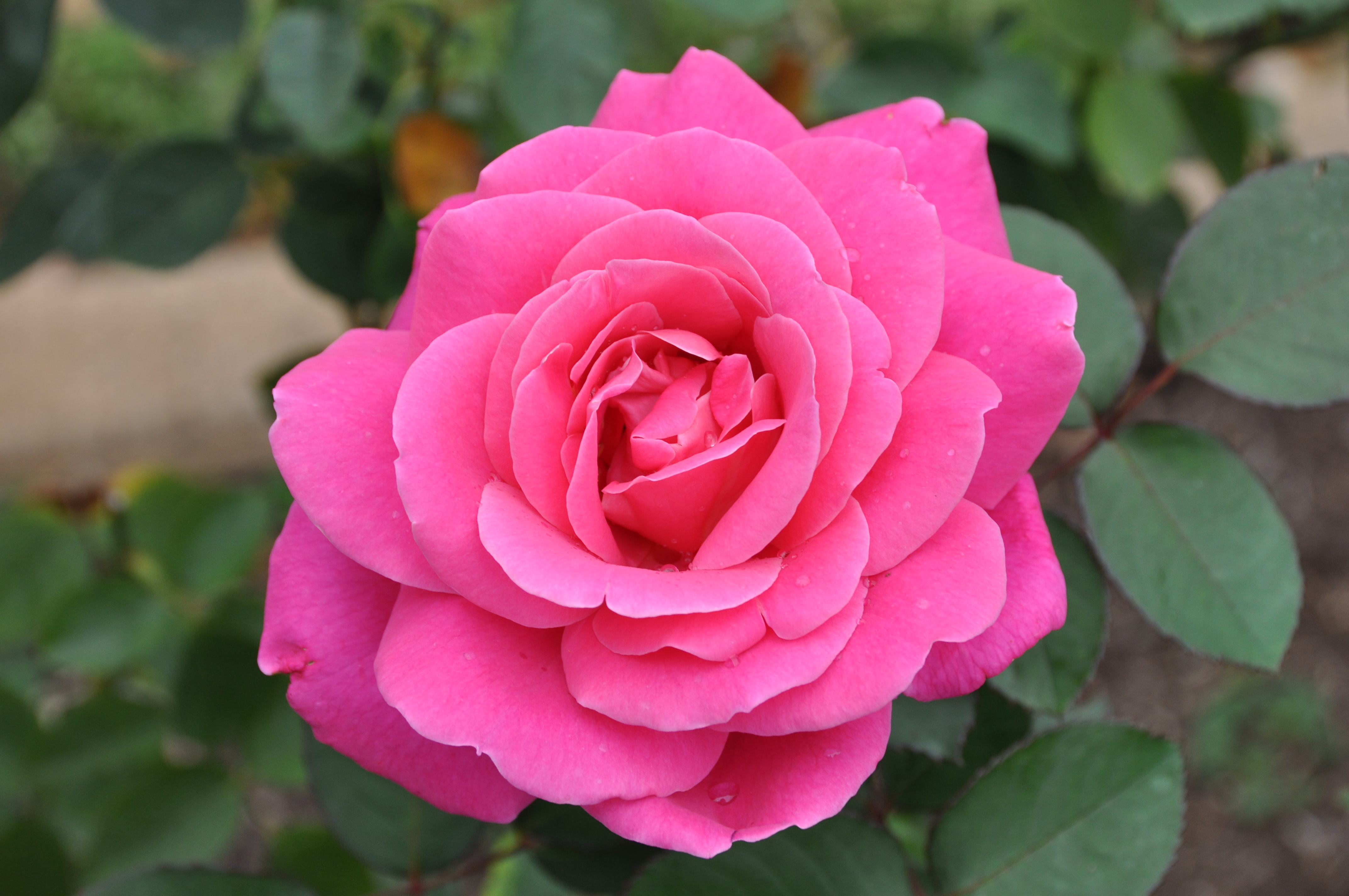
Francis Meillands Teehybride 'Pink Peace', 1958

Francis Meilland (* 20. Februar 1912 in Lyon; † 15. Juni 1958 in Antibes) war ein französischer Rosenzüchter und bedeutendes Mitglied der berühmten Rosendynastie Meilland.

## Leben und Wirken

### Kindheit und Frühe Jahre
Sein Vater Antoine Meilland (später auch als „Papa Meilland“ bekannt; 1884–1971) arbeitete als Gärtner im Unternehmen des erfolgreichen Lyoneser Rosenzüchters Francis Dubreuil (1842–1916) und heiratete 1909 dessen Tochter Claudia (1887–1932). Diese stammte in mütterlicher Linie ab von Joseph Rambaux (1820–1878; der Vater seiner Großmutter Marie Dubreuil, geb. Rambaux), welcher als Gärtner im Parc de la Tête d’Or in Lyon gearbeitet und sich als erstes Familienmitglied nebenbei auch mit Rosenzucht beschäftigt hatte.

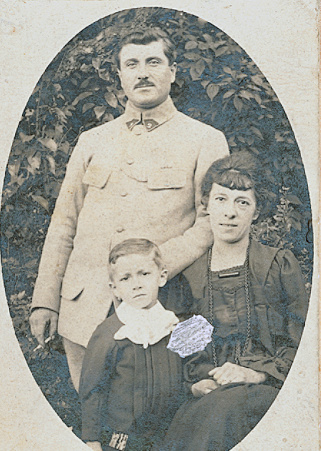
Francis Meilland als Kind mit seinen Eltern Antoine und Claudia Meilland, um 1918

Francis Meilland war das erste und anscheinend einzige Kind des Ehepaares Meilland. Zwischen 1914 und 1918 wurde er allein von seiner Mutter Claudia aufgezogen, da sein Vater Antoine im Ersten Weltkrieg dienen musste. Nach dem Krieg arbeitete Antoine wieder als Gärtner und eröffnete einen Betrieb in Tassin-la-Demi-Lune, westlich von Lyon. Francis lernte das Gärtnerhandwerk von klein auf bei seinem Vater und brach gegen den Willen seiner Eltern sogar die Schule ab, weil er lieber mit seinem Vater zusammen arbeiten wollte. Andererseits lernte er in Abendkursen Englisch, angeregt durch den Besuch eines englischen Züchters.
Im Jahr 1929 wurde der Rosenzüchter Charles Mallerin zum Mentor des siebzehnjährigen Francis Meilland, der in Anbetracht von dessen Rose 'Mme P.S. Du Pont' eine Art Schlüsselerlebnis gehabt haben soll und daraufhin selber begann Rosen zu züchten.
Nachdem seine Mutter Claudia 1932 gestorben war, reisten Antoine und Francis Meilland auf  Wunsch der Verstorbenen an die Côte d’Azur nach Antibes, wo sie Francesco Giacomo Paolino kennenlernten. Paolino hatte selber einen Rosenhandel und züchtete auch einige Rosen als Schnittblumen. Während dieser Zeit lernte Francis Meilland Paolinos zwölfjährige Tochter Marie-Louise, genannt Louisette (1920–1987), kennen, die sieben Jahre später seine Frau wurde.
Über Charles Mallerin lernte Francis Meilland im Jahr 1933 dessen amerikanischen Freund Robert Pyle (1877–1951), den damaligen Präsidenten der American Horticultural Society, und den in den USA tätigen französischen Rosenzüchter Jean-Henri Nicolas, genannt „the Doctor“ (1875–1937), kennen. Pyle zeigte sich beeindruckt von der Qualität und Quantität der Rosenzüchtungen des jungen Francis Meilland und versprach, sie in den USA zu vermarkten.
Dies bestärkte Francis, sich im Frühjahr 1935 auf seine erste Reise in die USA zu begeben, bei der er innerhalb von 2 Monaten 20 000 km im Auto zurücklegte. Nach Hause kehrte er mit neuen Geschäfts-Ideen heim: Unter anderem veröffentlichte er 1936 seinen ersten Verkaufskatalog in Farbe, mit Rosensorten von Jean Gaujard, Charles Mallerin und Domenico Aicardi. Die Neuerung hatte unvorhersehbaren Erfolg: bereits 23 Tage später waren alle Rosen verkauft. Eine weitere seiner modernen Neuerungen war ein Kühlraum, um die Rosen länger haltbar zu machen.
1937 brachte er seine goldgelbe Teehybride 'Golden State' heraus, die sein erster größerer Erfolg war, mehrere Auszeichnungen gewann und bei der Internationalen Rosenausstellung von San Francisco im Jahr 1939 als Emblem verwendet wurde.
Am 13. Juni 1939 heiratete Francis Meilland Louisette Paolino, die selber seit ihrem 15. Lebensjahr Rosen züchtete. Das Paar hatte zwei Kinder: Alain Meilland (* 1940) und Michèle Meilland (-Richardier) (* 17. April 1943).

### Eine Rose für den Frieden

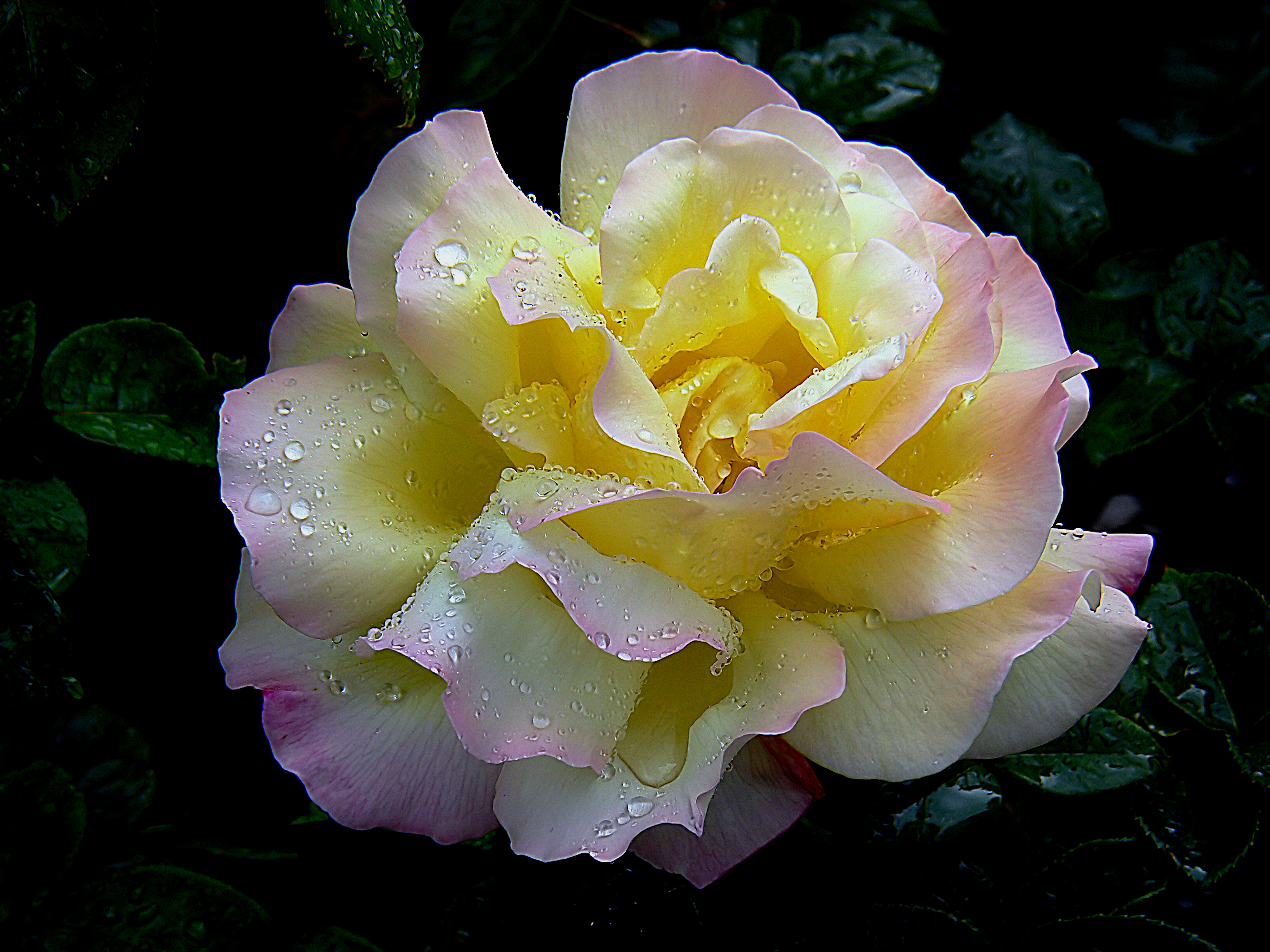
Francis Meillands Rose 'Mme A. Meilland' alias 'Peace' alias 'Gloria Dei' (1942)

Kurz nach seiner Amerika-Reise hatte Francis Meilland aus einer Kreuzung verschiedener hauptsächlich amerikanischer Rosensorten einen Sämling erhalten, dem er die Nummer „3-35-40“ gab. Der daraus entstandenen überaus schönen Teehybride mit großen hellgelben, karminrosa umrandeten Blüten war ein spektakulärer und langanhaltender internationaler Erfolg beschieden. In Frankreich selber gewann die Rose 1942, mitten im Zweiten Weltkrieg, beim Concours International de Roses Nouvelles in Lyon eine Goldmedaille mit dem Prädikat „schönste Rose Frankreichs“. Francis Meilland brachte sie im Herbst desselben Jahres in den Handel und widmete sie seiner verstorbenen Mutter, unter dem Namen 'Mme A. Meilland'.
Meilland hatte die neue Rosensorte kurz vor dem Einmarsch von Hitlers deutschen Truppen in Frankreich auch an seine internationalen Geschäftsfreunde verschickt und erfuhr nach dem Zweiten Weltkrieg durch Robert Pyle, dass die American Rose Society in Pasadena seine Rose mit dem Namen 'Peace' („Frieden“) geehrt hatte, am selben Tage (29. April 1945), als man von dem Fall Berlins erfahren hatte. Meillands neue Rose wurde endgültig zu einem Symbol für den Frieden, als man jedem Delegierten der ersten Konferenz der späteren UNO in San Francisco im Mai 1945 je eine Rose 'Peace' schenkte. In Italien wurde die Rose unter dem Namen 'Gioia' („Freude“) bekannt und in Deutschland heißt sie 'Gloria Dei' (lat.: „Ruhm Gottes“). Sie gewann mehrere weitere Preise und war 1976 die erste Rose, die zur Weltrose gekürt wurde. Sie ist eine der meist geliebten Rosen aller Zeiten und wurde je nach Quelle schätzungsweise 50 oder 100 Millionen Mal (Stand 2023) verkauft.

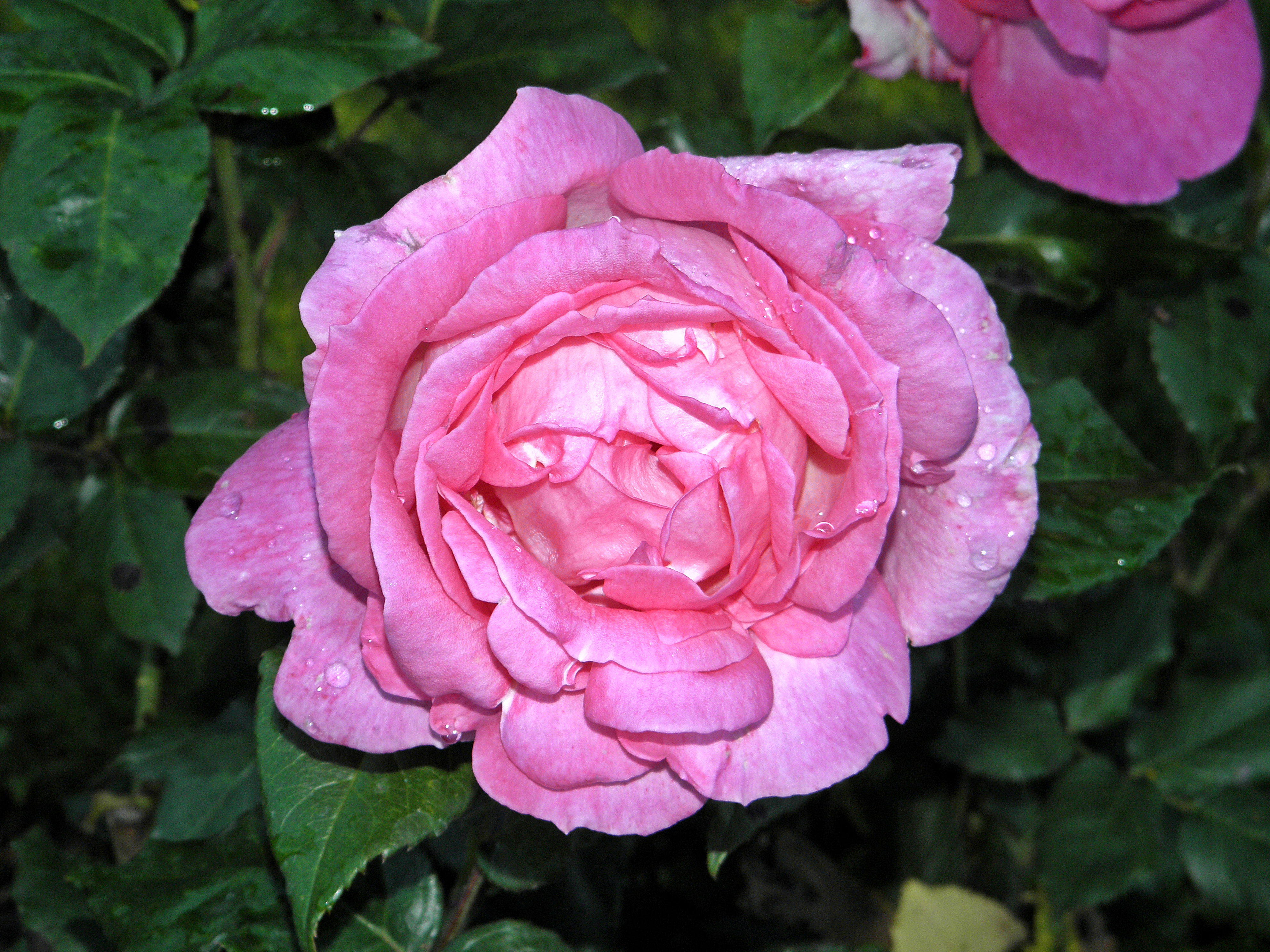
'Symphonie', 1948

Francis Meilland verwendete die Rose für weitere Züchtungen, insbesondere für die farblich etwas kräftigere und dunklere, goldgelb mit rot schattierte 'Tahiti' (1947), für die fuchsia-farbene 'Symphonie' (1948), für die orange-farbene 'Bettina' (1953; Mepal 532), die gelb-orange-rosa Sorte 'Confidence' (1954) oder die rosa 'Grace de Monaco' (1956) – die letztere wurde auf Wunsch der Familie Grimaldi zur Hochzeit von Grace Kelly mit dem Fürsten Rainier von Monaco kreiert. Ebenfalls Abkömmlinge von 'Peace' sind Francis Meillands dunkelrosa Teehybride 'Pink Peace' (1958/59; Meibil), sowie die karminrote 'Christian Dior', die erst posthum 1959 herauskam.
Auch von anderen Rosenzüchtern, darunter Charles Mallerin, Gaujard, Delbard, McGredy, Kordes und Tantau, wurde Meillands 'Peace' für Züchtungen verwendet und ist bis heute (Stand 2023) Elternsorte von 382 Rosensorten, darunter 19 natürliche Mutationen (sog. Sports) und die Sorten 'Baronne Edmond de Rothschild' (Meigriso; 1968) und 'Princesse de Monaco' (Meimagarmic; 1982) aus dem Hause Meilland, also von Francis Meillands Nachfolgern.
1996, zum 50. Jahrestag der UNO in Genf wurde Meillands Rose 'Peace' an 240 Jugendliche aus 197 verschiedenen Ländern verteilt, die sie als Symbol in ihre jeweilige Heimat mitnehmen sollten.

### Nach dem Krieg
Durch den großen Erfolg stieg die Nachfrage nach Meilland-Rosen so sehr, dass Francis Meilland sich entschied das Unternehmen zu erweitern. Daher verlegte er 1948 den Betrieb von Lyon an die neue Adresse 134 Boulevard du Cap in Antibes, der Heimat seiner Frau Louisette und einem der damaligen Zentren der Schnittblumen-Produktion. Dort widmete er sich der weiteren Forschung und Züchtung von neuen Rosensorten.
Am bisherigen Standort in Tassin-la-Demi-Lune bei Lyon schloss sich Meilland mit dem Lyoneser Rosenzüchter Francisque Richardier zusammen, zu dem neugegründeten Unternehmen „Meilland Richardier“.

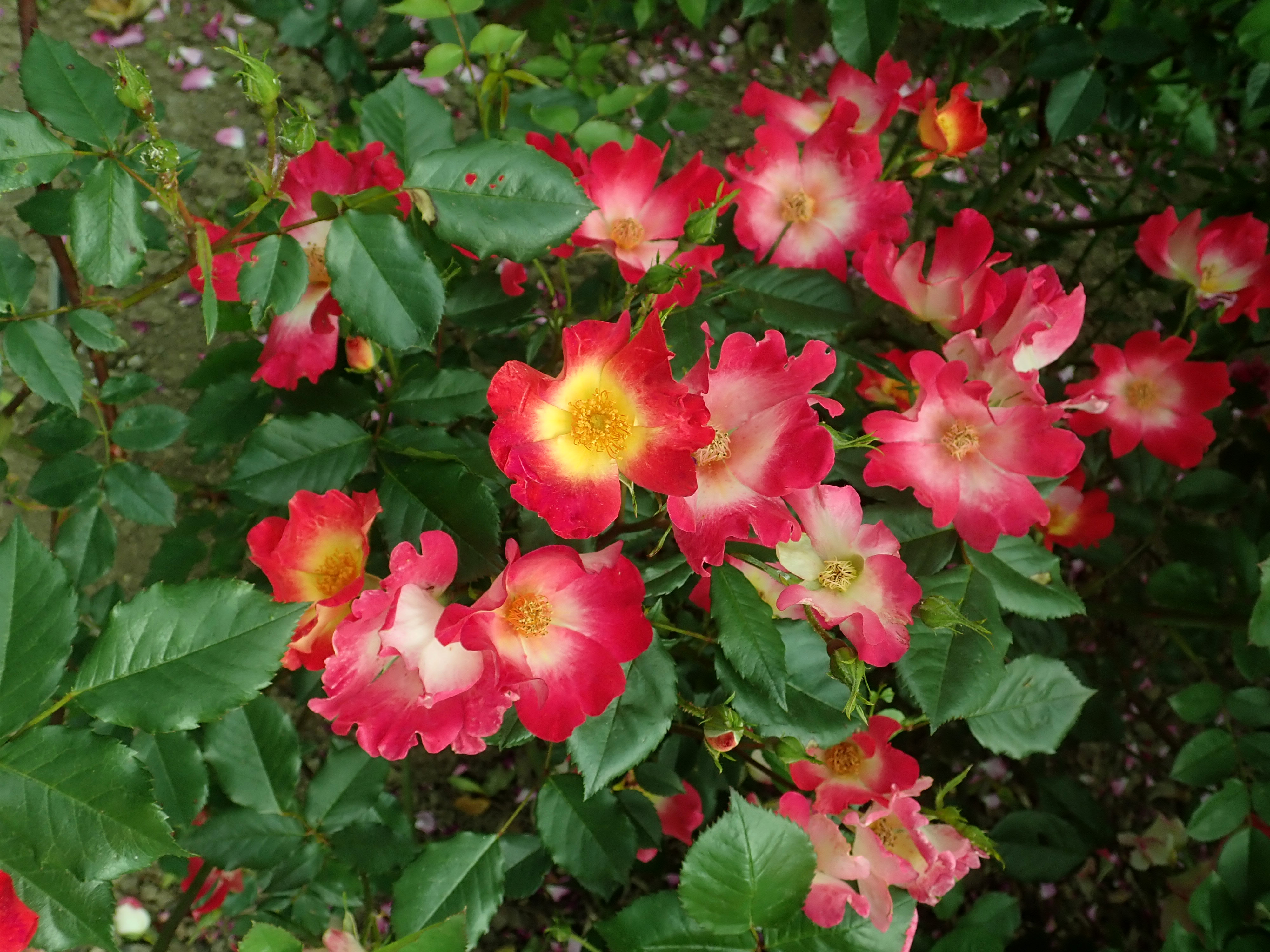
'Cocktail', 1957

Francis Meilland entwickelte sich zu einem findigen Geschäftsmann, der auf „Blitzreisen“ an vielen Kongressen in ganz Europa und Amerika teilnahm. Einen großen Teil seines Lebens widmete er auch der Anerkennung von Züchterrechten und der Schaffung der Grundlagen für das auf Rosen angewandte Recht auf geistiges Eigentum, wie man es heute kennt. 1948 erhielt er das erste Patent, das jemals für eine Pflanze in Europa angemeldet wurde, und zwar für die Rose 'Rouge Meilland' (Var. Rim 1020).
In Antibes entwickelte Francis Meilland einige der bekanntesten Rosen des 20. Jahrhunderts, darunter die rote Teehybride 'Baccara' (Meger; 1954), 'Cocktail' (Meimick; 1957) und die hellrote Floribunda-Rose 'Sarabande' (Meihand; 1957). Eine der letzten von ihm selber noch eingeführten Rosen war die korallenrosa Miniaturrose 'Cricri' (Meicri; 1958).
Francis Meilland starb 1958 im Alter von nur 46 Jahren und wurde am 15. Juni des Jahres auf dem Friedhof in Antibes bestattet, unter einem Meer seiner Lieblingsrosen.

### Das Erbe
Es ist zu einem guten Teil Francis Meilland zu verdanken, dass drei Jahre nach seinem Tode im Jahr 1961 die Internationale Konvention in Paris den gesetzlichen Schutz neuer Sorten beschloss.
Das Unternehmen Meilland wurde nach seinem Tod von seinem erst 18-jährigen Sohn Alain weitergeführt, der in den kommenden Jahrzehnten Hunderte von Rosen züchtete und auf den Markt brachte. Es handelte sich jedoch um ein echtes Familienunternehmen, da auch Louisette Meilland, die Frau von Francis und Mutter von Alain Meilland, und ihre Tochter Michèle Meilland-Richardier, sich der Rosenzucht widmeten und jeweils über 100 eigene Sorten kreierten, die von Meilland herausgebracht wurden.
Hundert Jahre nach dem Geburtstag von Francis Meilland, im Jahr 2012, wurde eine von seiner Tochter Michèle Meilland-Richardier gezüchtete weiß-rosa-farbene Teehybride, die bis dahin als 'Prince Jardinier' bekannt war und mit vielen Preisen ausgezeichnet wurde, zu seinen Ehren auf den Namen 'Francis Meilland' umgetauft. Die Rose ist im deutschsprachigen Bereich unter dem Namen 'Schloss Ippenburg' im Handel und in Japan als 'My Garden' bekannt.
Das Unternehmen Meilland International wird heute (Stand 2023) von Matthias Meilland, dem Enkel von Francis geleitet.

## Bildergalerie: Rosen von Francis Meilland

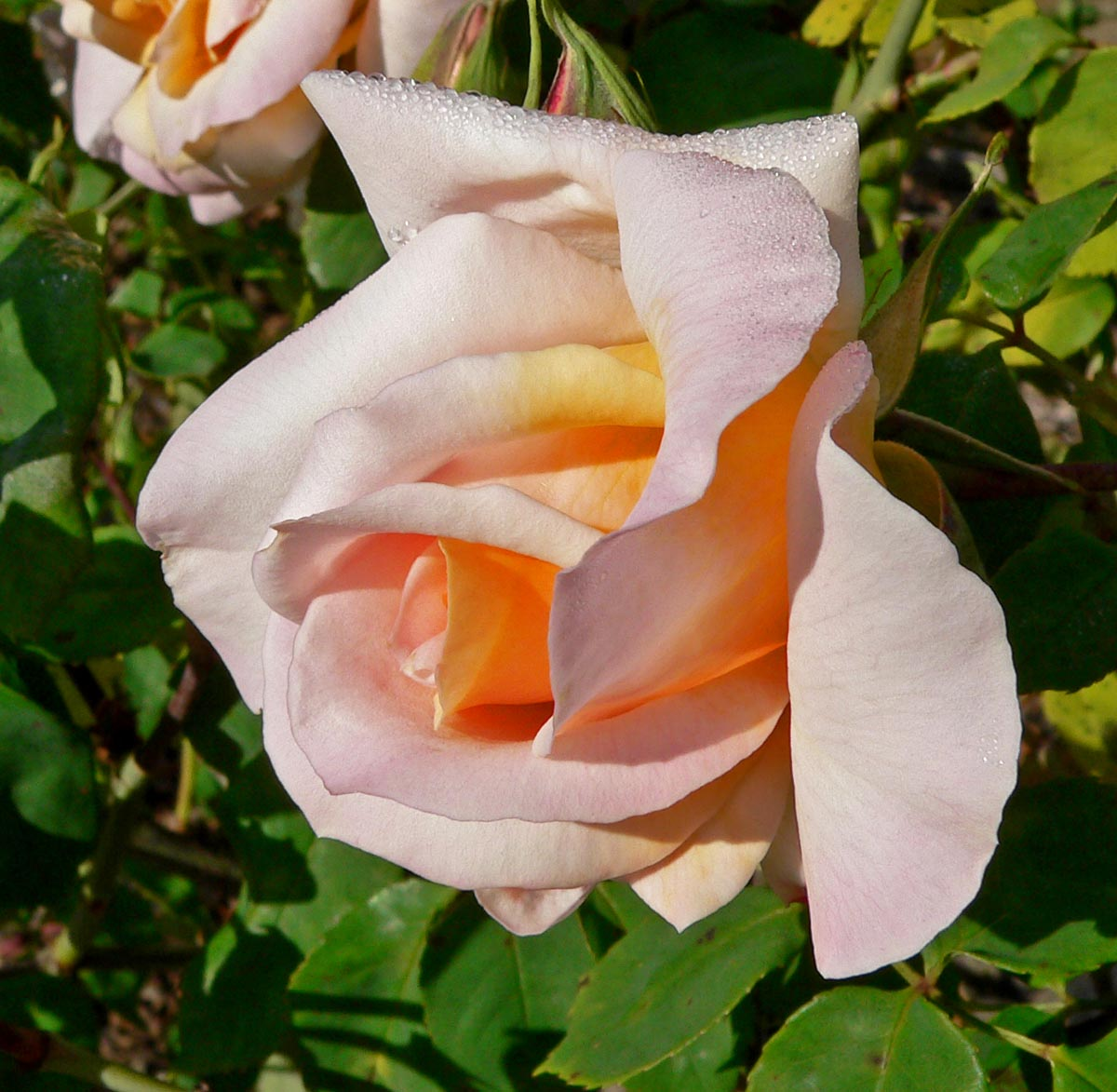
'Michèle Meilland', 1945
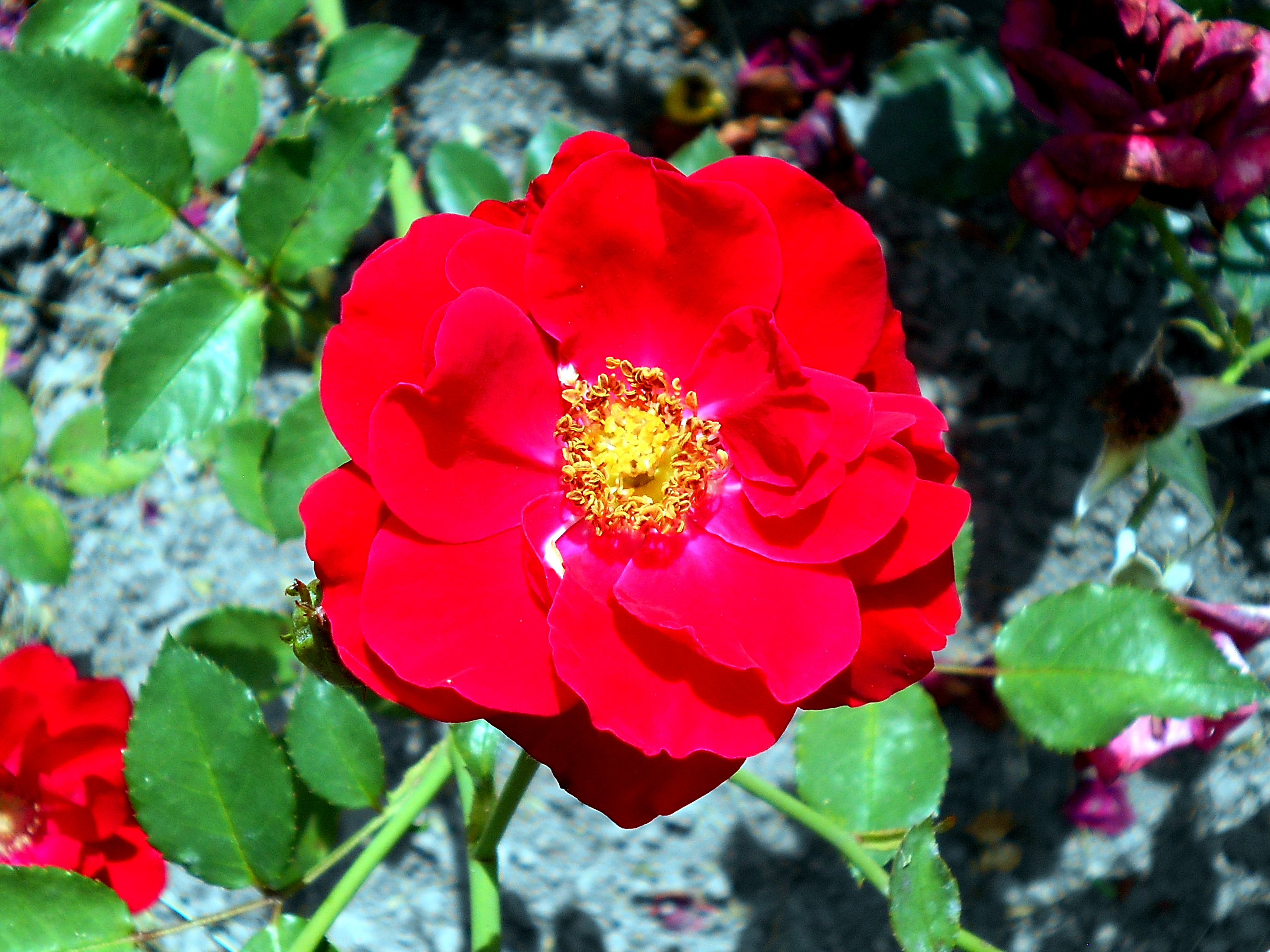
'Alain', 1946
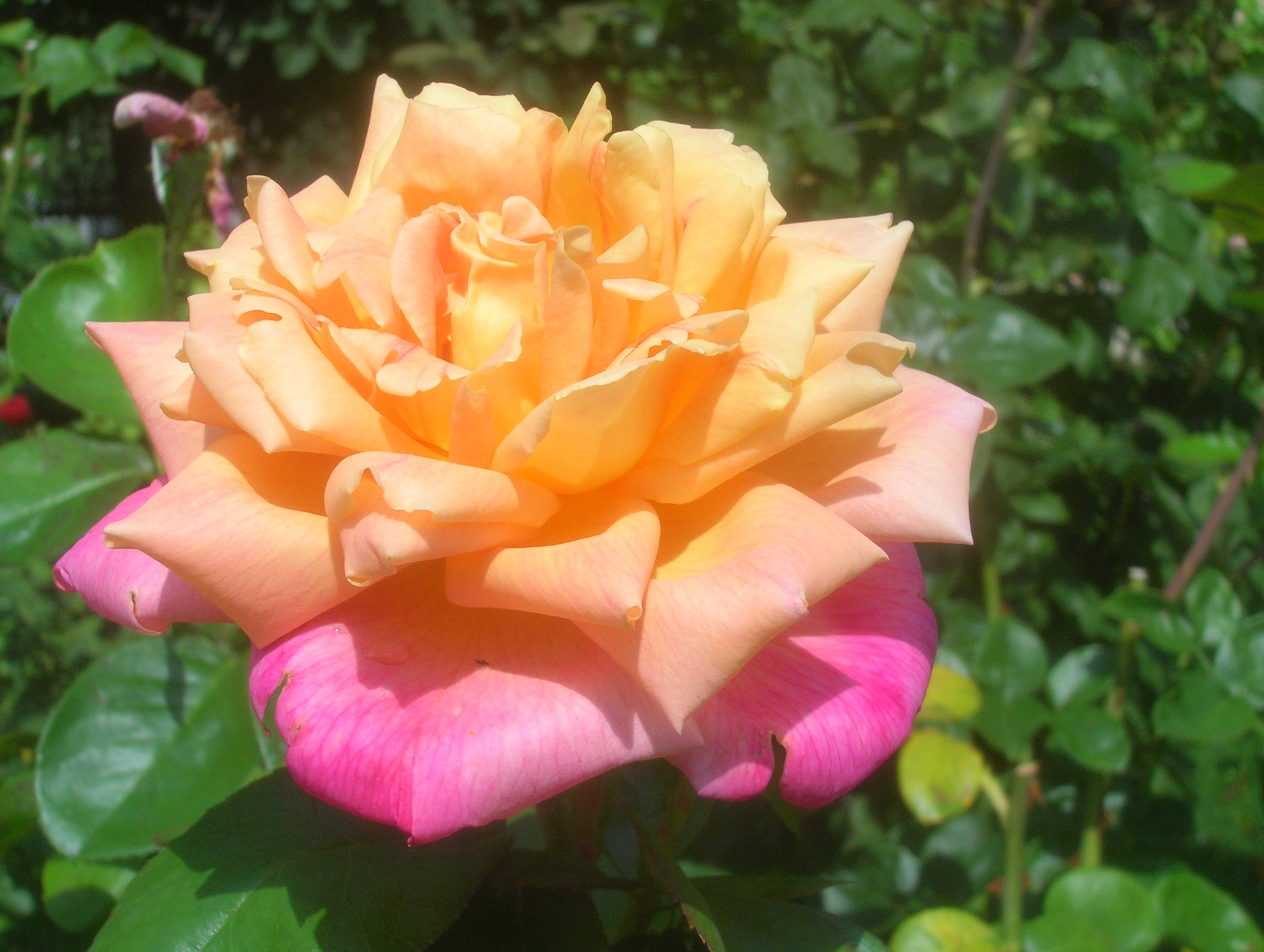
'Tahiti', 1947
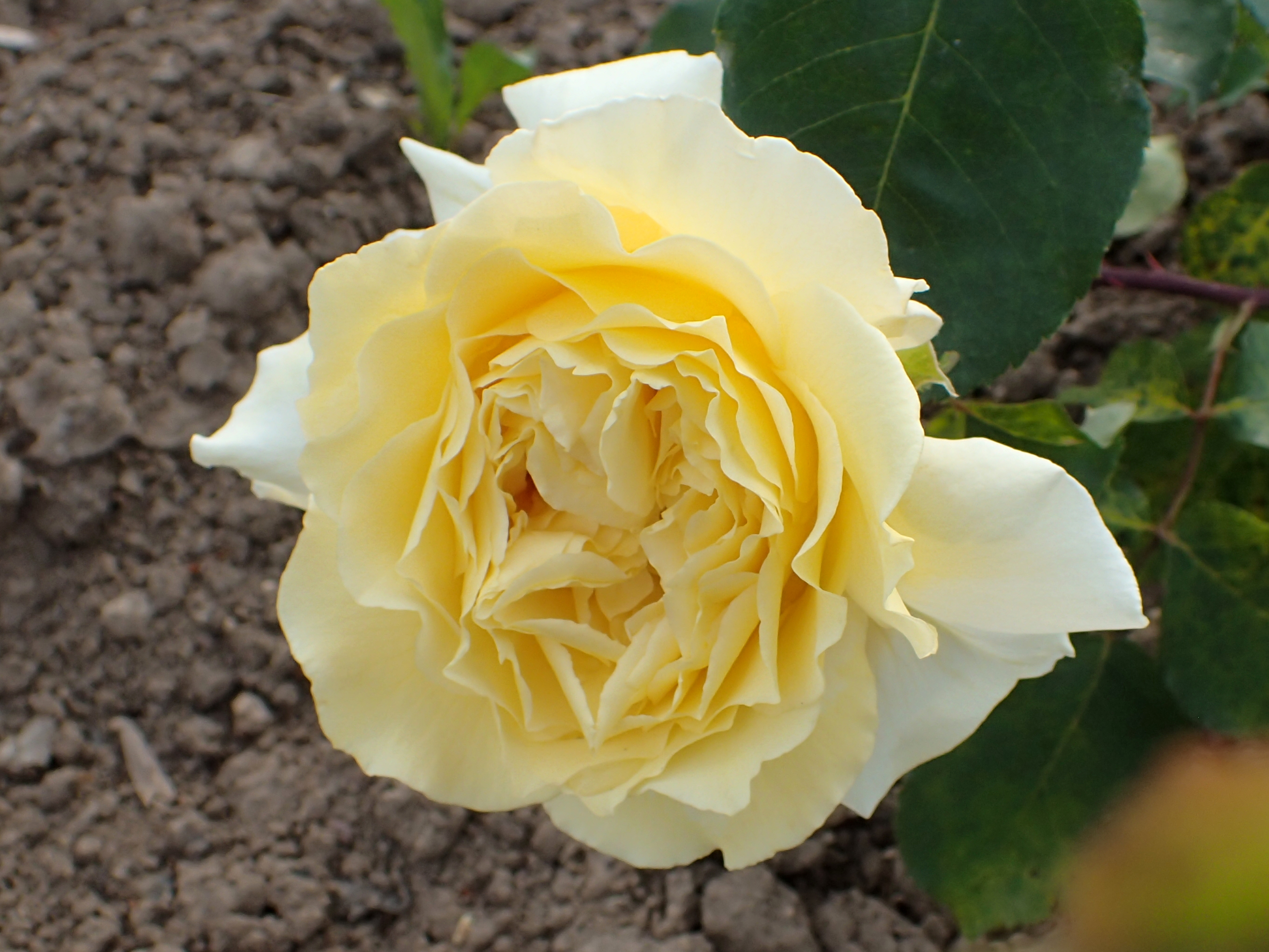
'Mme. Yves Latieule', 1948
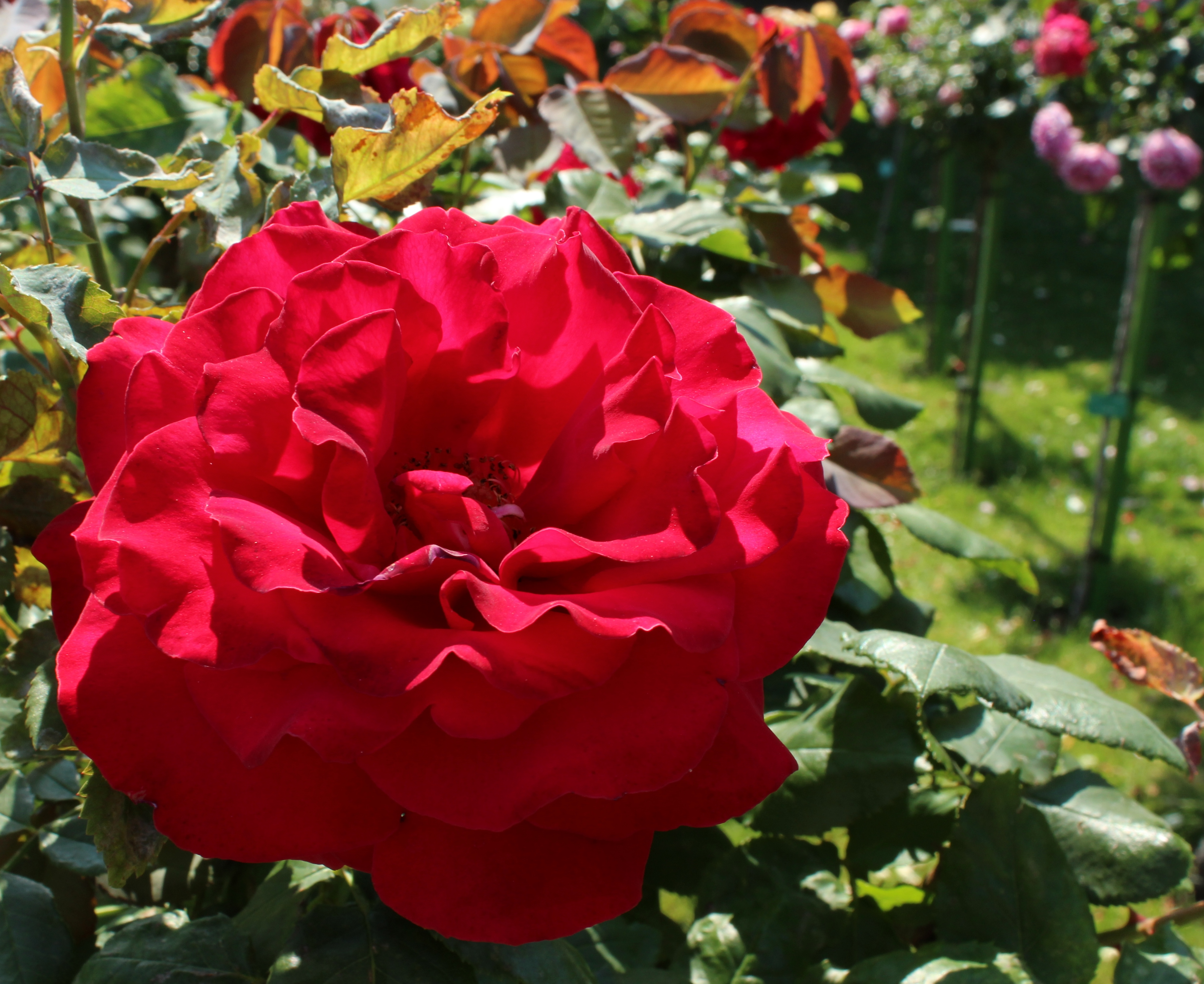
'Rouge Meilland', 1949
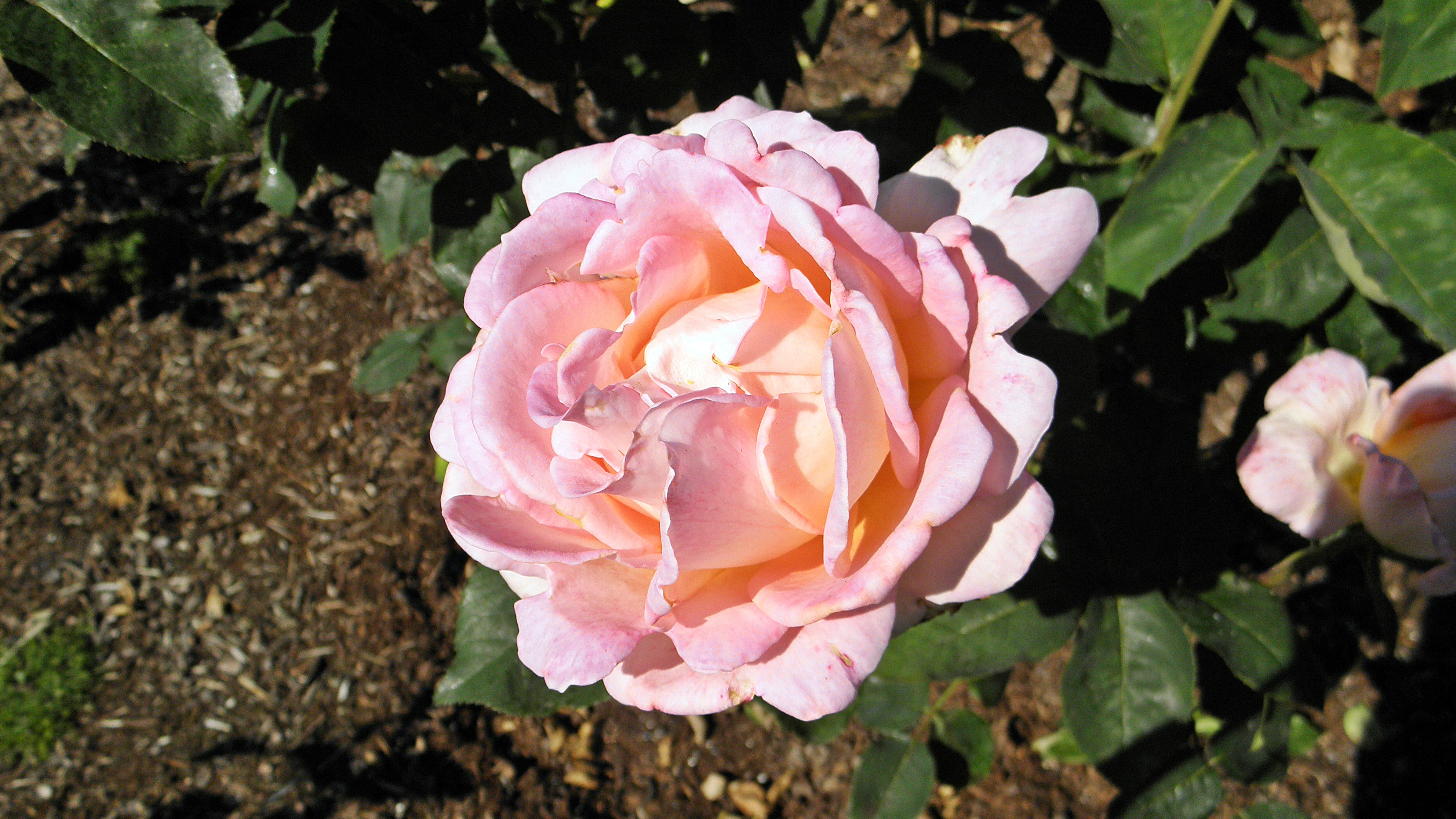
'Confidence', 1954
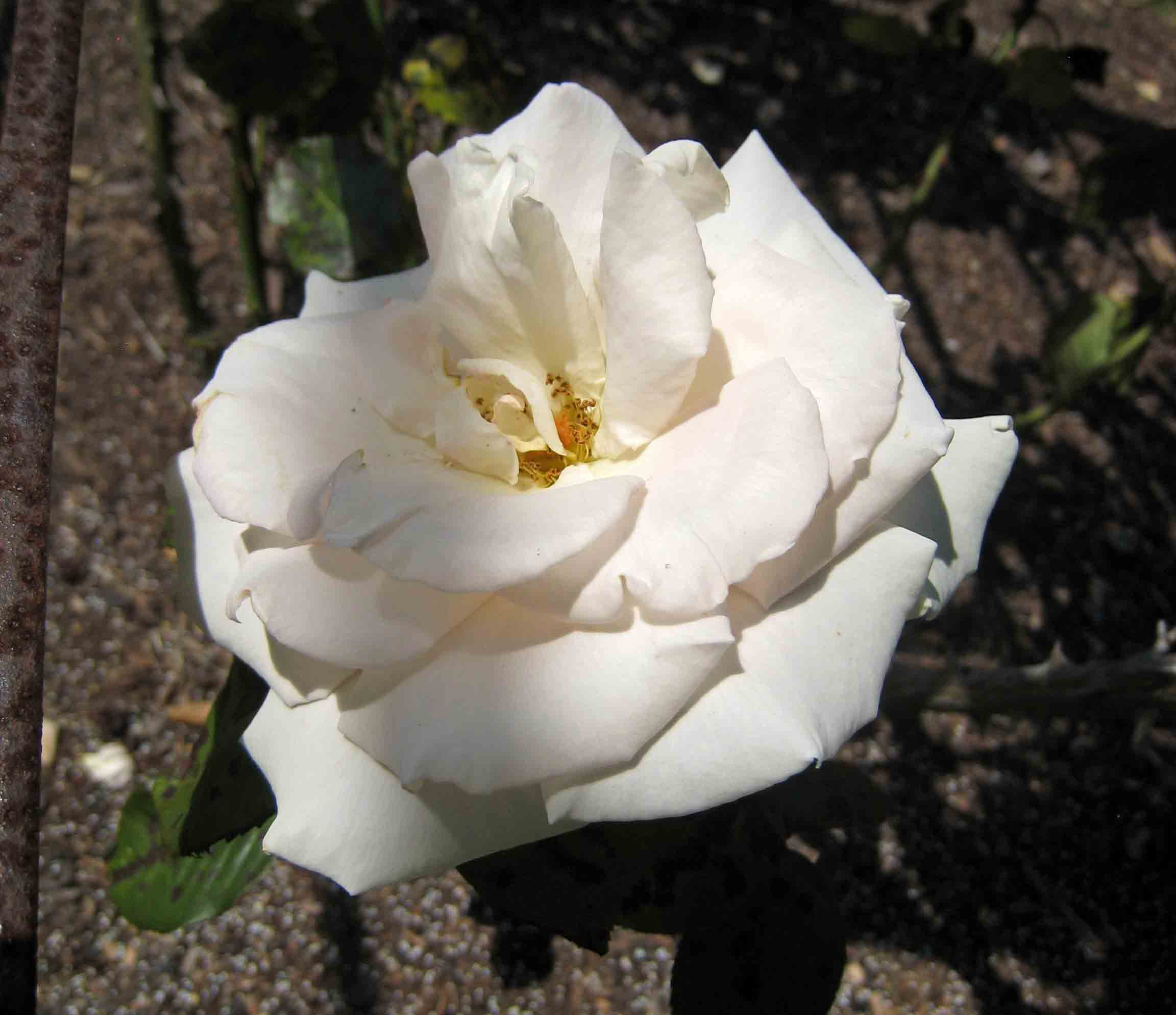
'White Knight', 1954
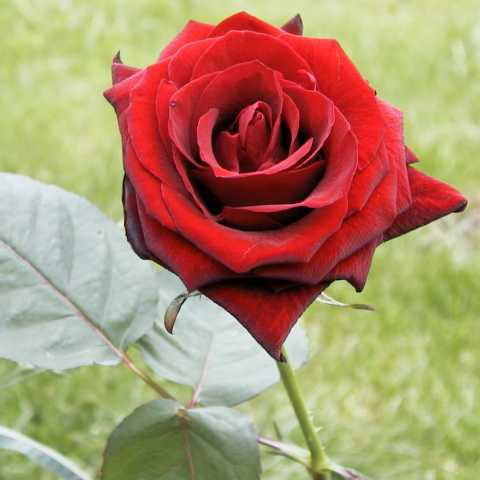
'Baccara', 1954
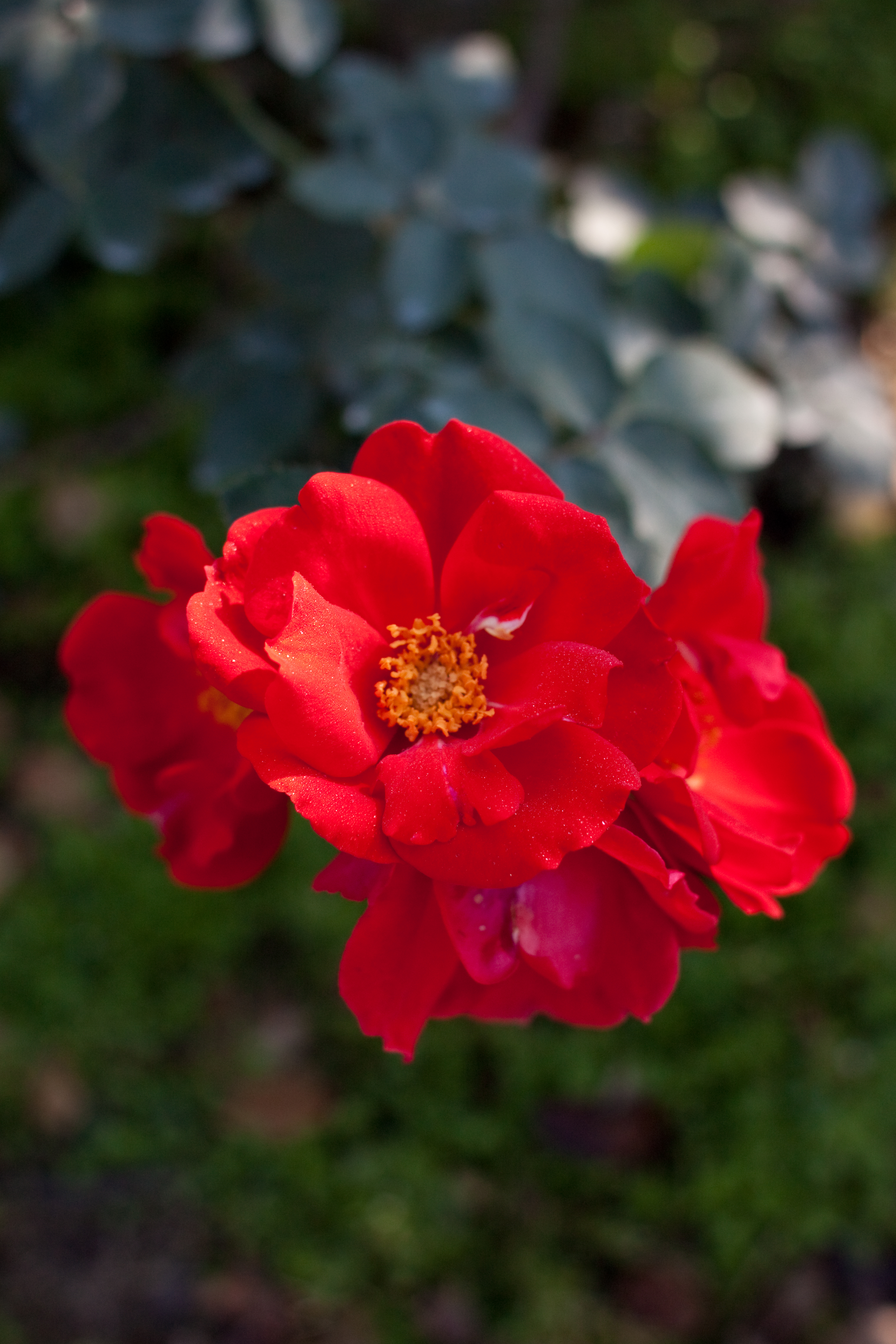
'Sarabande', 1957
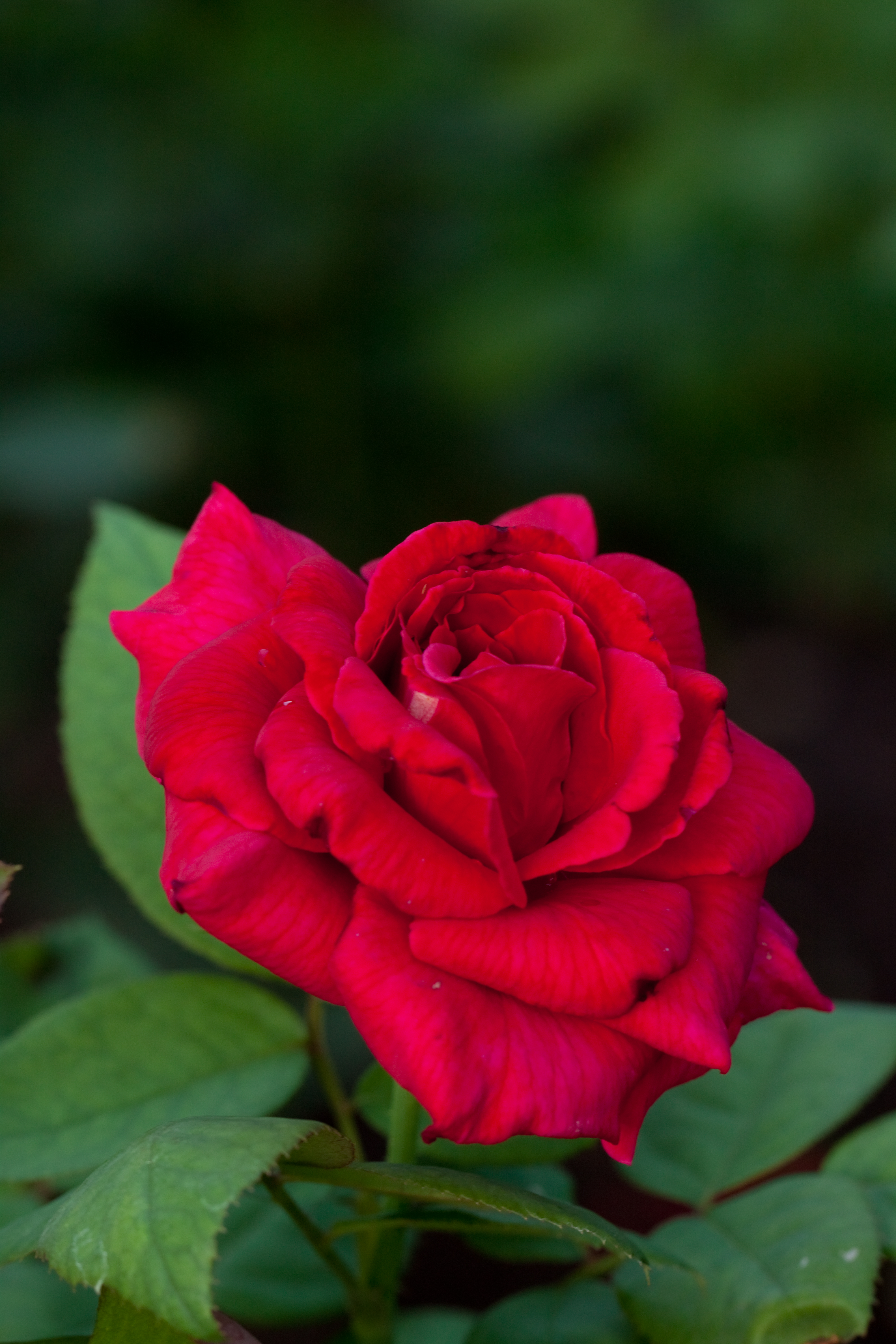
'Christian Dior', 1958
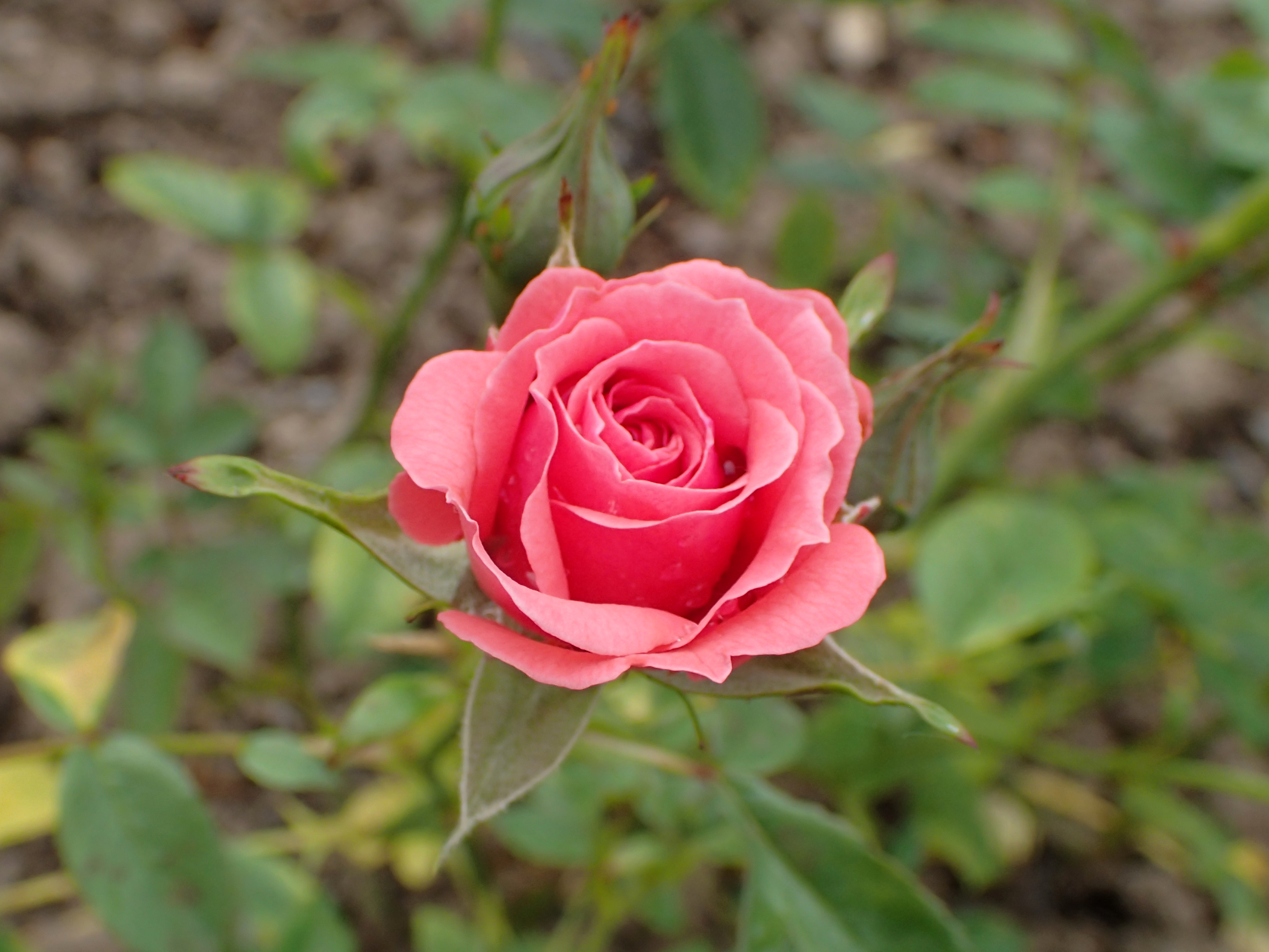
'Cricri', 1958
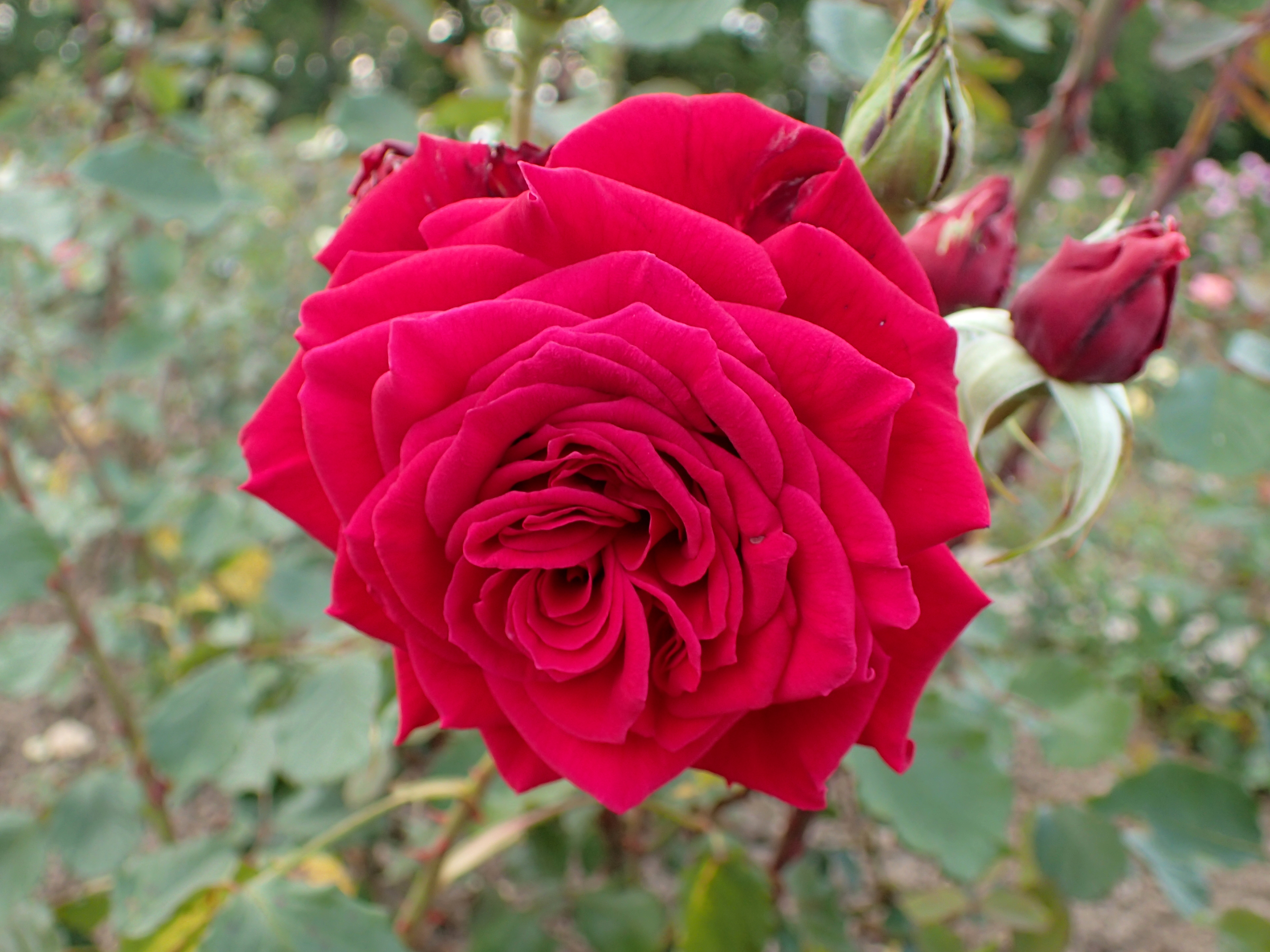
'Royal Velvet', posthum 1959